# 塩化タンタル(III)
塩化タンタル(III)(Tantalum(III) chloride)は、組成がTaCl2.9からTaCl3.1まで変わり得る不定比化合物である。Ta(III)を含む陰イオン性及び中性のクラスターには、[Ta6Cl18]4-や[Ta6Cl14](H2O)4がある。

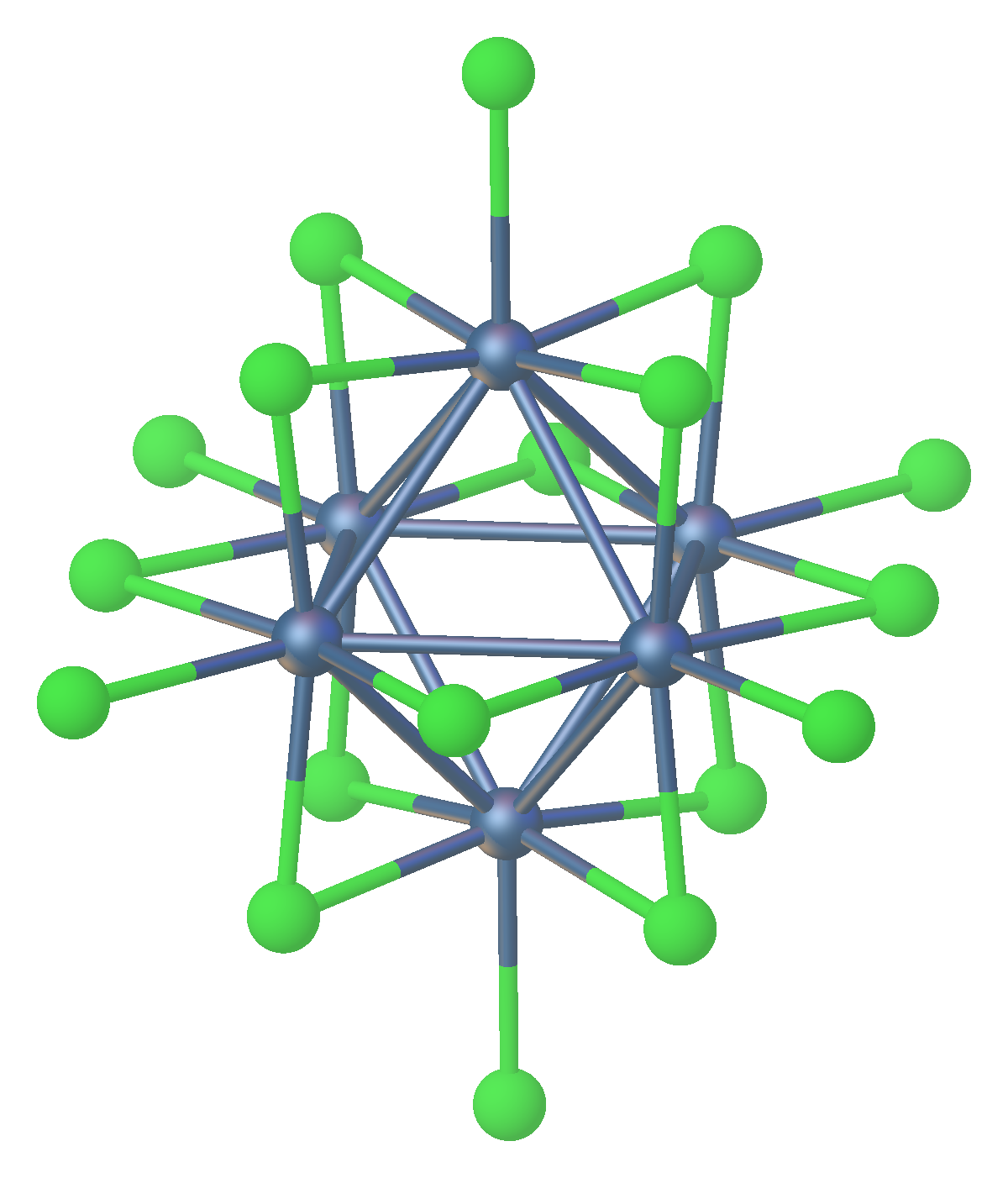
Structure of edge-capped octahedral clusters such as Ta_{6}Cl_{18}^{2−}.

## 形成
塩化タンタル(III)は、塩化タンタル(V)を305℃に熱して600℃でタンタル箔上の蒸気に通して還元し、365℃で三塩化物を濃縮することで形成される。濃縮の際の温度が高すぎると、代わりにTaCl2.5が沈殿する。
また、塩化タンタル(IV)を熱分解し、塩化タンタル(V)の蒸気を除去することでも合成できる。塩化タンタル(V)は気化し、塩化タンタル(III)を残す。
エチレン存在下で、塩化タンタル(V)と1,4-ジシリル-シクロヘキサジエンのトルエン溶液から、「金属塩を副生しない還元反応」（w:Salt-free reduction）により、TaCl3の錯体が生成する。
TaCl
5  +  C
6H
6(SiMe)
2  →  TaCl
3  +  C
6H
6  +  2 Me
3SiCl

## 性質
500℃以上で不均化し、塩化タンタル(V)をさらに遊離する。室温では水や希酸に溶けないが、沸騰水には溶け、青緑色の溶液が形成される。

## 錯体
単量体または二量体として、いくつかの配位子と錯体を形成する。錯体には、Ta(=C-CMe3)(PMe3)2Cl3、[TaCl3(P(CH2C6H5)3THF]2μ-N2、[TaCl3THF2]2μ-N2（ジニトロゲン錯体）等がある。
二量体としては、Ta2Cl6(SC4H8)3、Ta2Cl6(SMe2)3、Ta2Cl6(thiane)3、Ta2Cl6(thiolane)3等の錯体は、2つのタンタル原子間の二重結合、2つの架橋塩化物、1つの架橋配位子を持つ。